# Millettia macrophylla
Millettia macrophylla là một loài rau đậu thuộc họ Fabaceae.
Loài này có ở Cameroon, Guinea Xích Đạo, và Nigeria.
Môi trường sống tự nhiên của chúng là rừngs ẩm vùng đất thấp nhiệt đới hoặc cận nhiệt đới.
Chúng hiện đang bị đe dọa vì mất môi trường sống.